# Selago scabribractea
Selago scabribractea är en flenörtsväxtart som beskrevs av O.M. Hilliard. Selago scabribractea ingår i släktet Selago och familjen flenörtsväxter. Inga underarter finns listade i Catalogue of Life.